# 市川團蔵 (7代目)
- 市川團蔵
- 市川團藏
- 市川団蔵

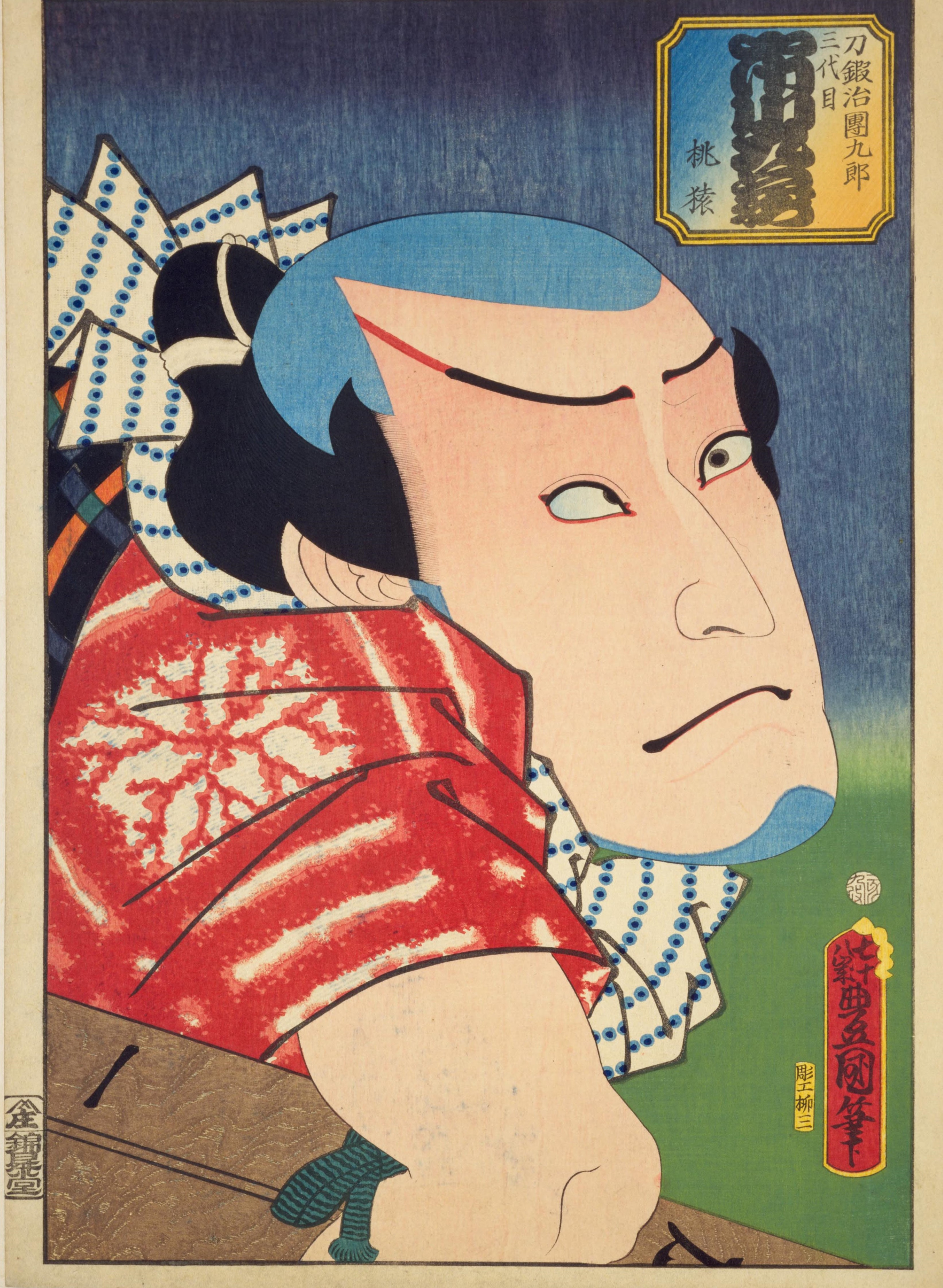
「新薄雪物語」刀鍛冶團九郎を演じる若き日の七代目市川團蔵（三代目九蔵時代）1863年 歌川国貞作

七代目 市川 團藏（いちかわ だんぞう、新字体：団蔵、1836年5月5日（天保7年3月20日） - 1911年（明治44年）9月11日）は、幕末から明治にかけて活躍した歌舞伎役者。屋号は三河屋。定紋は縦長三升、替紋は結び柏。俳名に三猿・市紅、雅号に市紅庵がある。現在の團蔵の型を作った。

## 人物
江戸生まれ、父は料理人の丸屋伊三郎。天保10年（1839年）二代目市川九蔵の養子となり市川銀蔵を名乗る。のち二代目市川茂々太郎を襲名。弘化4年（1847年）2月二代目市川白蔵を襲名。安政元年（1854年）三代目市川九蔵を襲名。この間養父と共に江戸上方の舞台に立つ。九蔵襲名後は江戸に拠点を構え、名人と呼ばれた四代目市川小團次に師事、後々にまで大きな影響を受ける。明治以降は九代目市川團十郎・五代目尾上菊五郎と並ぶ技量を持ちながらも両優と衝突し、團十郎からは名跡を剥奪されかけたりしながらも小芝居や旅回りの舞台に勤め不遇な時期を送る。だが、才能を惜しんだ興行師田村成義の斡旋で團十郎と和解。明治30年 （1897年）6月明治座『弓張月源家鏑矢』で七代目市川團蔵を襲名。ようやく真価が認められ團十郎・菊五郎とならぶ名優と評された。その後も各地を放浪していたが團菊の死後に歌舞伎座側から請われて明治41年(1908年)に東京へと戻り歌舞伎座でつとめた『伽羅先代萩』（先代萩）の仁木弾正は名演と評された。
その後も単発的に歌舞伎座に出演を続けていたが明治44年に帝国劇場が出来た事を受けてフリーの立場であった彼は6月公演に出演し、得意役の楼門五三桐の石川五右衛門を演じて好評を博し継続出演の話も出たが結果的にこれが最後の舞台となり、9月11日に死去した。
しわがれ声と鋭い目つきが特色で、当り役は、仁木弾正のほか、小團次直伝の『東山桜荘子』（佐倉義民伝）の宗吾・光然、『時今也桔梗旗揚』（馬盥の光秀）の武智光秀、『仮名手本忠臣蔵』（忠臣蔵）の師直・勘平、『東海道四谷怪談』（四谷怪談）の直助権兵衛、『菅原伝授手習鑑』「寺子屋」の松王丸、『楼門五三桐』（山門）の石川五右衛門など。娟介な性格で周囲との衝突は絶えなかったが、芸熱心で、敵対していた團十郎もその点は高く評価していた。和解を記念して上演した伽羅先代萩で團蔵の仁木に團十郎が男之助で舞台を共にした時、團十郎の政岡と勝元は素晴らしかったとの賛辞に対して、「否々、今度のは全く仁木の客で厶(ござ)ります。私も久し振りに本当の仁木を見ました」と團十郎は答えている。

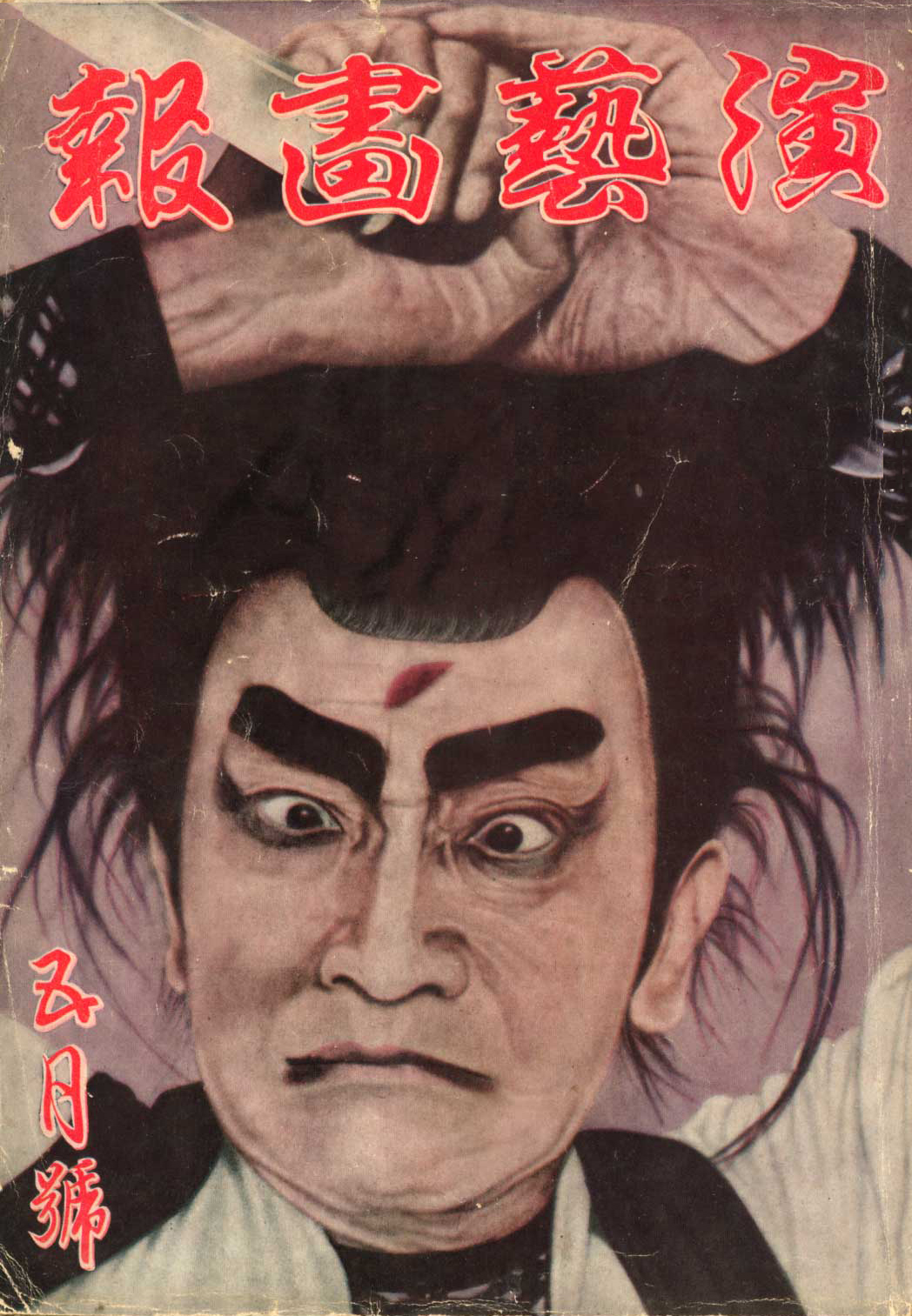
七代目團蔵の仁木弾正

『義経千本桜』の知盛では、目に紅をつけて血走った様を表し、目を悪くしても止めなかった。『先代萩』仁木では通常は仁木の役の型を完成した五代目松本幸四郎に敬意を表して眉尻にホクロをつけるのを、「幸四郎を見せるのではなく仁木を見せるんだ」と決してホクロをつけなかった。その仁木が花道のスッポンからせり上がるとき、額に紅を一滴たらし反身になって出、前を向くと額から紅がたらりと流れて、凄みをみせたという。『馬盥』の光秀では、主君から辱めを受け鉄扇で打たれたとき、額から血を流しながら大きな眼で無念の形相を見せ、反逆児の内面を見事にあらわした。
明治を代表する劇評家の三木竹二は「…頬骨張りし面いかにも一癖あるべく見え、口を結びて折々じろりじろりと上眼に見廻す眼中物凄く、(中略）ねちりねちりと咳枯聲にて言伏する呼吸、また一種の妙味あり。大岡を尻目に見て冷笑ひ、後へ引き下がり少し反身になりての引つ込みいへぬいへぬ」と評した。
七代目は團蔵型とよばれる独自の型を作り上げ、観客の支持を受けた。新聞の訃報には「劇界稀に見る娟介の優、技藝以外、何ものにも屈する所」がなかったと賛辞を送っている。墓所は東京都台東区谷中の天王寺墓地にある。
実子に、市川三猿と八代目市川團蔵がいる。八代目は『七世市川團蔵』（求龍堂、1942年）を著して仔細に七代目の芸を分析している。

## 関連文献
- 市川九蔵『七世市川團藏』石原求龍堂、1942年10月20日。